# Ballspielverein Borussia 09 Dortmund 1999-2000
Questa voce raccoglie le informazioni riguardanti il Ballspielverein Borussia 09 Dortmund nelle competizioni ufficiali della stagione 1999-2000.

## Stagione
Nella stagione 1999-2000 il Borussia Dortmund, allenato da Michael Skibbe, Bernd Krauss e Udo Lattek, concluse il campionato di Bundesliga all'11º posto. In Coppa di Germania il Borussia Dortmund fu eliminato al terzo turno dallo Kickers Stoccarda. In Coppa di Lega il Borussia Dortmund fu eliminato in semifinale dal Bayern Monaco. In Champions League il Borussia Dortmund fu eliminato nella prima fase a gironi. In Coppa UEFA il Borussia Dortmund fu eliminato agli ottavi di finale dal Galatasaray.

## Rosa
| N. |                                 | Ruolo | Calciatore          |
| -- | ------------------------------- | ----- | ------------------- |
| 1  | Germania (bandiera)             | P     | Jens Lehmann        |
| 2  | Germania (bandiera)             | D     | Christian Wörns     |
| 3  | Brasile (bandiera)              | D     | Evanílson           |
| 4  | Serbia e Montenegro (bandiera)  | C     | Miroslav Stević     |
| 5  | Germania (bandiera)             | D     | Jürgen Kohler       |
| 7  | Germania (bandiera)             | D     | Stefan Reuter       |
| 8  | Germania (bandiera)             | C     | Christian Nerlinger |
| 10 | Germania (bandiera)             | C     | Andreas Möller      |
| 11 | Germania (bandiera)             | A     | Heiko Herrlich      |
| 12 | Germania (bandiera)             | P     | Wolfgang de Beer    |
| 13 | Italia (bandiera)               | A     | Giuseppe Reina      |
| 14 | Bosnia ed Erzegovina (bandiera) | A     | Sergej Barbarez     |
| 15 | Paesi Bassi (bandiera)          | D     | Alfred Nijhuis      |
| 16 | Bosnia ed Erzegovina (bandiera) | C     | Sead Kapetanović    |
| 17 | Brasile (bandiera)              | D     | Dedê                |

| N. |                     | Ruolo | Calciatore            |
| -- | ------------------- | ----- | --------------------- |
| 18 | Germania (bandiera) | C     | Lars Ricken           |
| 19 | Ghana (bandiera)    | C     | Otto Addo             |
| 20 | Germania (bandiera) | A     | Fredi Bobic           |
| 22 | Ghana (bandiera)    | A     | Ibrahim Tanko         |
| 24 | Nigeria (bandiera)  | A     | Victor Ikpeba         |
| 25 | Ghana (bandiera)    | A     | Bashiru Gambo         |
| 26 | Germania (bandiera) | P     | Matthias Kleinsteiber |
| 28 | Germania (bandiera) | D     | Benjamin Knoche       |
| 29 | Russia (bandiera)   | C     | Vladimir But          |
| 31 | Germania (bandiera) | C     | Francis Bugri         |
| 32 | Germania (bandiera) | P     | Alexander Kuschmann   |
| 33 | Germania (bandiera) | D     | Karsten Baumann       |
| 34 | Germania (bandiera) | D     | Jörg Sauerland        |
| 35 | Germania (bandiera) | D     | Björn Mehnert         |

## Organigramma societario
Area tecnica
- Allenatore: Udo Lattek
- Allenatore in seconda: Uwe Neuhaus
- Preparatore dei portieri: Michael Stahl
- Preparatori atletici: Günter Jonczyk, Peter Kuhnt, Frank Zöllner

## Calciomercato

### Sessione estiva
| Acquisti | Acquisti                    | Acquisti                     | Acquisti |
| R.       | Nome                        | da                           | Modalità |
| -------- | --------------------------- | ---------------------------- | -------- |
| C        | Otto Addo                   | Hannover 96                  |          |
| A        | Fredi Bobic                 | Stoccarda                    |          |
| C        | Francis Bugri               | Borussia Dortmund (juniores) |          |
| D        | Evanílson                   | Cruzeiro                     |          |
| A        | Victor Ikpeba               | Monaco                       |          |
| C        | Sead Kapetanović            | Wolfsburg                    |          |
| A        | Giuseppe Reina (calciatore) | Arminia Bielefeld            |          |
| D        | Christian Wörns             | Paris Saint-Germain          |          |

| Cessioni | Cessioni           | Cessioni              | Cessioni |
| R.       | Nome               | a                     | Modalità |
| -------- | ------------------ | --------------------- | -------- |
| D        | Manfred Binz       | Kickers Offenbach     |          |
| A        | Stéphane Chapuisat | Grasshoppers          |          |
| C        | Thomas Häßler      | Monaco 1860           |          |
| D        | Thomas Hengen      | Beşiktaş              |          |
| C        | Frank Riethmann    | Borussia Dortmund II  |          |
| A        | Bachirou Salou     | Eintracht Francoforte |          |
| D        | René Schneider     | Hansa Rostock         |          |
| A        | Christian Timm     | Colonia               |          |

### Sessione invernale
| Acquisti | Acquisti | Acquisti | Acquisti |
| R.       | Nome     | da       | Modalità |
| -------- | -------- | -------- | -------- |

| Cessioni | Cessioni | Cessioni | Cessioni |
| R.       | Nome     | a        | Modalità |
| -------- | -------- | -------- | -------- |

## Risultati

### Bundesliga

#### Girone di andata
| Arbitro: | Heynemann |

|               |           |  |
| Marschall 66’ | Marcatori |  |

| Arbitro: | Stark |

|                             |           |               |
| Reina 77’ Möller 82’ (rig.) | Marcatori | 69’ Akpoborie |

| Arbitro: | Koop |

|  |           |           |
|  | Marcatori | 12’ Bobic |

| Arbitro: | Kemmling |

|           |           |          |
| Bobic 90’ | Marcatori | 41’ Baya |

| Arbitro: | Merk |

|  |           |                                      |
|  | Marcatori | 24’ Möller 42’ (aut.) Kurz 62’ Bobic |

| Arbitro: | Dardenne |

|            |           |  |
| Ricken 34’ | Marcatori |  |

| Arbitro: | Zerr |

|                           |           |  |
| Ikpeba 56’, 88’ Reina 64’ | Marcatori |  |

| Arbitro: | Heynemann |

|  |           |                      |
|  | Marcatori | 72’ Reina 87’ Ricken |

| Arbitro: | Aust |

|            |           |                                        |
| Ricken 57’ | Marcatori | 5’ (aut.) Lehmann 42’ Bode 80’ Pizarro |

| Arbitro: | Stark |

|                 |           |           |
| Butt 61’ (rig.) | Marcatori | 68’ Bobic |

| Arbitro: | Wack |

|          |           |             |
| Addo 43’ | Marcatori | 33’ Kirsten |

| Arbitro: | Strampe |

|                   |           |                       |
| Herrlich 25’, 49’ | Marcatori | 33’ Tøfting 45’ Reiss |

| Arbitro: | Kemmling |

|                    |           |  |
| Rraklli 40’ (rig.) | Marcatori |  |

| Arbitro: | Fandel |

|              |           |            |
| Jeremies 23’ | Marcatori | 50’ Kohler |

| Arbitro: | Aust |

|           |           |            |
| Bobic 23’ | Marcatori | 26’ Dundee |

| Gelsenkirchen 15 dicembre 1999, ore 20:00 CET 16ª giornata | Schalke 04 | 0 – 0 referto | Borussia Dortmund | Parkstadion (52 420 spett.)\| Arbitro: \| Merk \| |
| Arbitro:                                                   | Merk       |               |                   |                                                   |

| Arbitro: | Zerr |

|                                                     |           |  |
| Nijhuis 16’ Michalke 21’ (aut.) Bobic 33’ Wörns 69’ | Marcatori |  |

#### Girone di ritorno
| Arbitro: | Fleischer |

|  |           |          |
|  | Marcatori | 46’ Koch |

| Arbitro: | Kemmling |

|            |           |  |
| Rische 44’ | Marcatori |  |

| Arbitro: | Steinborn |

|              |           |           |
| Herrlich 21’ | Marcatori | 60’ Bódog |

| Arbitro: | Heynemann |

|            |           |              |
| Slimane 8’ | Marcatori | 21’ Herrlich |

| Arbitro: | Fröhlich |

|           |           |         |
| Bobic 82’ | Marcatori | 64’ Max |

| Arbitro: | Fandel |

|              |           |             |
| Fjørtoft 76’ | Marcatori | 5’ Herrlich |

| Arbitro: | Berg |

|                    |           |  |
| Baumann 90’ (aut.) | Marcatori |  |

| Arbitro: | Keßler |

|                   |           |                                                 |
| Möller 15’ (rig.) | Marcatori | 23’ van der Ven 26’ (rig.) Stratos 64’ Labbadia |

| Arbitro: | Albrecht |

|                                        |           |                   |
| Ailton 32’ Maksimov 40’ Bogdanović 50’ | Marcatori | 22’ Reina 56’ But |

| Arbitro: | Merk |

|  |           |            |
|  | Marcatori | 79’ Präger |

| Arbitro: | Strampe |

|                           |           |          |
| Rink 41’, 84’ Brdarić 90’ | Marcatori | 2’ Reina |

| Arbitro: | Steinborn |

|            |           |                                   |
| Ricken 27’ | Marcatori | 7’ Seitz 49’ Strehmel 58’ Schwarz |

| Arbitro: | Wack |

|                               |           |                    |
| Kovačević 6’ Zeyer 44’ (rig.) | Marcatori | 13’ Addo 25’ Wörns |

| Arbitro: | Merk |

|  |           |                  |
|  | Marcatori | 30’ Salihamidžić |

| Arbitro: | Fröhlich |

|           |           |                         |
| Thiam 47’ | Marcatori | 28’ Kohler 90’ Herrlich |

| Arbitro: | Fandel |

|             |           |          |
| Nijhuis 81’ | Marcatori | 57’ Sand |

| Arbitro: | Fleischer |

|  |           |                            |
|  | Marcatori | 58’, 88’ Barbarez 90’ Dedê |

### Coppa di Germania
| Arbitro: | Berg |

|                                  |           |                   |
| Kevric 10’, 48’ Wörns 45’ (aut.) | Marcatori | 16’ (aut.) Cássio |

### Coppa di Lega
| Arbitro: | Kemmling |

|                |           |                             |
| Sverrisson 62’ | Marcatori | 53’ Bobic 90’ (aut.) Herzog |

| Arbitro: | Berg |

|                  |           |  |
| Wörns 66’ (aut.) | Marcatori |  |

### Champions League

#### Fase di qualificazione
| Arbitro: | Gallagher |

|  |           |               |
|  | Marcatori | 66’ Nerlinger |

| Arbitro: | Trentalange |

|              |           |  |
| Herrlich 90’ | Marcatori |  |

#### Prima fase a gironi
| Arbitro: | Aranda |

|                  |           |           |
| van Wonderen 67’ | Marcatori | 71’ Bobic |

| Arbitro: | Uzunov |

|                           |           |           |
| Möller 40’ Bobic 53’, 65’ | Marcatori | 44’ Bento |

| Arbitro: | Durkin |

|                        |           |                         |
| Sørensen 35’ Carew 68’ | Marcatori | 11’ Barbarez 22’ Kohler |

| Arbitro: | Nieto |

|  |           |                               |
|  | Marcatori | 17’, 58’ Sørensen 70’ Winsnes |

| Arbitro: | Colombo |

|          |           |                |
| Addo 45’ | Marcatori | 72’ van Vossen |

| Arbitro: | Micheľ |

|             |           |  |
| Emanuel 16’ | Marcatori |  |

### Coppa UEFA
| Arbitro: | Meier |

|                               |           |  |
| Kohler 18’ (aut.) Wallace 45’ | Marcatori |  |

| Arbitro: | Sarvan |

|                                  |                      |                                     |
| Ikpeba 28’ Bobic 90’             | Marcatori            |                                     |
| Bobic Nijhuis Nerlinger Barbarez | Tiri di rigore 3 – 1 | Amoruso van Bronckhorst Numan Reyna |

| Arbitro: | Pereira |

|  |           |                    |
|  | Marcatori | 33’ Şükür 45’ Hagi |

| Istanbul 9 marzo 2000, ore CET Ottavi di finale | Galatasaray | 0 – 0 referto | Borussia Dortmund | Ali Sami Yen (35 000 spett.)\| Arbitro: \| Cesari \| |
| Arbitro:                                        | Cesari      |               |                   |                                                      |

## Statistiche

### Statistiche di squadra
| Competizione      | Punti | In casa | In casa | In casa | In casa | In casa | In casa | In trasferta | In trasferta | In trasferta | In trasferta | In trasferta | In trasferta | Totale | Totale | Totale | Totale | Totale | Totale | DR |
| Competizione      | Punti | G       | V       | N       | P       | Gf      | Gs      | G            | V            | N            | P            | Gf           | Gs           | G      | V      | N      | P      | Gf     | Gs     | DR |
| ----------------- | ----- | ------- | ------- | ------- | ------- | ------- | ------- | ------------ | ------------ | ------------ | ------------ | ------------ | ------------ | ------ | ------ | ------ | ------ | ------ | ------ | -- |
| Bundesliga        | 40    | 17      | 4       | 7       | 6       | 21      | 21      | 17           | 5            | 6            | 6            | 20           | 17           | 34     | 9      | 13     | 12     | 41     | 38     | +3 |
| Coppa di Germania | -     | 0       | 0       | 0       | 0       | 0       | 0       | 1            | 0            | 0            | 1            | 1            | 3            | 1      | 0      | 0      | 1      | 1      | 3      | -2 |
| Coppa di Lega     | -     | 0       | 0       | 0       | 0       | 0       | 0       | 2            | 1            | 0            | 1            | 2            | 2            | 2      | 1      | 0      | 1      | 2      | 2      | 0  |
| Champions League  | -     | 4       | 2       | 1       | 1       | 5       | 5       | 4            | 1            | 2            | 1            | 4            | 4            | 8      | 3      | 3      | 2      | 9      | 9      | 0  |
| Coppa UEFA        | -     | 2       | 1       | 0       | 1       | 2       | 2       | 2            | 0            | 1            | 1            | 0            | 2            | 4      | 1      | 1      | 2      | 2      | 4      | -2 |
| Totale            | 40    | 23      | 7       | 8       | 8       | 28      | 28      | 26           | 7            | 9            | 10           | 27           | 28           | 49     | 14     | 17     | 18     | 55     | 56     | -1 |

### Andamento in campionato
| Giornata  | 1  | 2 | 3 | 4 | 5 | 6 | 7 | 8 | 9 | 10 | 11 | 12 | 13 | 14 | 15 | 16 | 17 | 18 | 19 | 20 | 21 | 22 | 23 | 24 | 25 | 26 | 27 | 28 | 29 | 30 | 31 | 32 | 33 | 34 |
| --------- | -- | - | - | - | - | - | - | - | - | -- | -- | -- | -- | -- | -- | -- | -- | -- | -- | -- | -- | -- | -- | -- | -- | -- | -- | -- | -- | -- | -- | -- | -- | -- |
| Luogo     | T  | C | T | C | T | C | C | T | C | T  | C  | C  | T  | T  | C  | T  | C  | C  | T  | C  | T  | C  | T  | T  | C  | T  | C  | T  | C  | T  | C  | T  | C  | T  |
| Risultato | P  | V | V | N | V | V | V | V | P | N  | N  | N  | P  | N  | N  | N  | V  | P  | P  | N  | N  | N  | N  | P  | P  | P  | P  | P  | P  | N  | P  | V  | N  | V  |
| Posizione | 16 | 8 | 4 | 4 | 3 | 2 | 1 | 1 | 1 | 2  | 2  | 4  | 5  | 5  | 5  | 6  | 5  | 6  | 6  | 7  | 9  | 8  | 10 | 10 | 11 | 12 | 12 | 13 | 13 | 12 | 14 | 13 | 13 | 11 |

Legenda:

Luogo: C = Casa; T = Trasferta. Risultato: V = Vittoria; N = Pareggio; P = Sconfitta.

### Statistiche dei giocatori
| Giocatore       | Bundesliga | Bundesliga | Bundesliga  | Bundesliga | Coppa di Germania | Coppa di Germania | Coppa di Germania | Coppa di Germania | Coppa di Lega | Coppa di Lega | Coppa di Lega | Coppa di Lega | Champions League Coppa UEFA | Champions League Coppa UEFA | Champions League Coppa UEFA | Champions League Coppa UEFA | Totale   | Totale | Totale      | Totale     |
| Giocatore       | Presenze   | Reti       | Ammonizioni | Espulsioni | Presenze          | Reti              | Ammonizioni       | Espulsioni        | Presenze      | Reti          | Ammonizioni   | Espulsioni    | Presenze                    | Reti                        | Ammonizioni                 | Espulsioni                  | Presenze | Reti   | Ammonizioni | Espulsioni |
| --------------- | ---------- | ---------- | ----------- | ---------- | ----------------- | ----------------- | ----------------- | ----------------- | ------------- | ------------- | ------------- | ------------- | --------------------------- | --------------------------- | --------------------------- | --------------------------- | -------- | ------ | ----------- | ---------- |
| O. Addo         | 22         | 2          | 8           | 0          | 0                 | 0                 | 0                 | 0                 | 1             | 0             | 0             | 0             | 7                           | 1                           | 2                           | 0                           | 30       | 3      | 10          | 0          |
| S. Barbarez     | 14         | 2          | 2           | 1          | 1                 | 0                 | 0                 | 0                 | 2             | 0             | 0             | 0             | 8                           | 1                           | 0                           | 0                           | 25       | 3      | 2           | 1          |
| K. Baumann      | 11         | 0          | 2           | 0          | 1                 | 0                 | 0                 | 0                 | 0             | 0             | 0             | 0             | 2                           | 0                           | 0                           | 0                           | 14       | 0      | 2           | 0          |
| F. Bobic        | 29         | 7          | 7           | 0          | 1                 | 0                 | 1                 | 0                 | 2             | 1             | 0             | 0             | 11                          | 3                           | 1                           | 0                           | 43       | 11     | 9           | 0          |
| F. Bugri        | 3          | 0          | 0           | 0          | 0                 | 0                 | 0                 | 0                 | 0             | 0             | 0             | 0             | 1                           | 0                           | 0                           | 0                           | 4        | 0      | 0           | 0          |
| V. But          | 19         | 1          | 0           | 0          | 0                 | 0                 | 0                 | 0                 | 2             | 0             | 0             | 0             | 3                           | 0                           | 0                           | 0                           | 24       | 1      | 0           | 0          |
| D. Dedê         | 24         | 1          | 6           | 2          | 1                 | 0                 | 1                 | 0                 | 2             | 0             | 1             | 0             | 10                          | 0                           | 2                           | 0                           | 37       | 1      | 10          | 2          |
| E. Evanílson    | 25         | 0          | 4           | 1          | 1                 | 0                 | 0                 | 0                 | 0             | 0             | 0             | 0             | 8                           | 0                           | 3                           | 0                           | 34       | 0      | 7           | 1          |
| W. Feiersinger  | 9          | 0          | 2           | 0          | 0                 | 0                 | 0                 | 0                 | 0             | 0             | 0             | 0             | 4                           | 0                           | 0                           | 0                           | 13       | 0      | 2           | 0          |
| B. Gambo        | 2          | 0          | 0           | 0          | 0                 | 0                 | 0                 | 0                 | 0             | 0             | 0             | 0             | 0                           | 0                           | 0                           | 0                           | 2        | 0      | 0           | 0          |
| H. Herrlich     | 22         | 6          | 5           | 0          | 1                 | 0                 | 0                 | 0                 | 1             | 0             | 0             | 0             | 9                           | 1                           | 4                           | 0                           | 33       | 7      | 9           | 0          |
| V. Ikpeba       | 21         | 2          | 2           | 0          | 1                 | 0                 | 0                 | 1                 | 1             | 0             | 0             | 0             | 4                           | 1                           | 0                           | 0                           | 27       | 3      | 2           | 1          |
| S. Kapetanović  | 4          | 0          | 0           | 1          | 0                 | 0                 | 0                 | 0                 | 0             | 0             | 0             | 0             | 1                           | 0                           | 1                           | 0                           | 5        | 0      | 1           | 1          |
| M. Kleinsteiber | 0          | 0          | 0           | 0          | 0                 | 0                 | 0                 | 0                 | 0             | 0             | 0             | 0             | 0                           | 0                           | 0                           | 0                           | 0        | 0      | 0           | 0          |
| B. Knoche       | 0          | 0          | 0           | 0          | 0                 | 0                 | 0                 | 0                 | 0             | 0             | 0             | 0             | 0                           | 0                           | 0                           | 0                           | 0        | 0      | 0           | 0          |
| J. Kohler       | 30         | 2          | 6           | 0          | 0                 | 0                 | 0                 | 0                 | 1             | 0             | 0             | 0             | 8                           | 1                           | 0                           | 0                           | 39       | 3      | 6           | 0          |
| A. Kuschmann    | 0          | 0          | 0           | 0          | 0                 | 0                 | 0                 | 0                 | 0             | 0             | 0             | 0             | 0                           | 0                           | 0                           | 0                           | 0        | 0      | 0           | 0          |
| J. Lehmann      | 31         | 0          | 3           | 1          | 0                 | 0                 | 0                 | 0                 | 2             | 0             | 1             | 0             | 12                          | 0                           | 1                           | 0                           | 45       | 0      | 5           | 1          |
| B. Mehnert      | 0          | 0          | 0           | 0          | 0                 | 0                 | 0                 | 0                 | 0             | 0             | 0             | 0             | 0                           | 0                           | 0                           | 0                           | 0        | 0      | 0           | 0          |
| A. Möller       | 18         | 3          | 3           | 0          | 1                 | 0                 | 0                 | 0                 | 2             | 0             | 0             | 0             | 7                           | 1                           | 1                           | 0                           | 28       | 4      | 4           | 0          |
| C. Nerlinger    | 16         | 0          | 6           | 0          | 1                 | 0                 | 0                 | 0                 | 0             | 0             | 0             | 0             | 9                           | 1                           | 0                           | 0                           | 26       | 1      | 6           | 0          |
| A. Nijhuis      | 20         | 2          | 4           | 0          | 1                 | 0                 | 0                 | 0                 | 2             | 0             | 0             | 0             | 8                           | 0                           | 0                           | 0                           | 31       | 2      | 4           | 0          |
| G. Reina        | 26         | 5          | 2           | 0          | 0                 | 0                 | 0                 | 0                 | 1             | 0             | 0             | 0             | 10                          | 0                           | 1                           | 0                           | 37       | 5      | 3           | 0          |
| S. Reuter       | 26         | 0          | 6           | 1          | 1                 | 0                 | 0                 | 0                 | 2             | 0             | 0             | 0             | 8                           | 0                           | 4                           | 0                           | 37       | 0      | 10          | 1          |
| L. Ricken       | 29         | 4          | 7           | 0          | 1                 | 0                 | 0                 | 0                 | 2             | 0             | 2             | 0             | 11                          | 0                           | 1                           | 1                           | 43       | 4      | 10          | 1          |
| J. Sauerland    | 0          | 0          | 0           | 0          | 0                 | 0                 | 0                 | 0                 | 0             | 0             | 0             | 0             | 0                           | 0                           | 0                           | 0                           | 0        | 0      | 0           | 0          |
| M. Stević       | 30         | 0          | 9           | 0          | 0                 | 0                 | 0                 | 0                 | 2             | 0             | 1             | 0             | 11                          | 0                           | 1                           | 0                           | 43       | 0      | 11          | 0          |
| I. Tanko        | 3          | 0          | 0           | 0          | 0                 | 0                 | 0                 | 0                 | 0             | 0             | 0             | 0             | 2                           | 0                           | 0                           | 0                           | 5        | 0      | 0           | 0          |
| C. Wörns        | 26         | 2          | 6           | 0          | 1                 | 0                 | 0                 | 0                 | 2             | 0             | 0             | 0             | 7                           | 0                           | 4                           | 0                           | 36       | 2      | 10          | 0          |
| W. de Beer      | 4          | 0          | 0           | 0          | 1                 | 0                 | 0                 | 0                 | 0             | 0             | 0             | 0             | 0                           | 0                           | 0                           | 0                           | 5        | 0      | 0           | 0          |